# أسي-رومانس
أسي-رومانس هي بلدية فرنسية تقع في إقليم الأردين في منطقة غراند إيست.  